# Carex spectabilis
Carex spectabilis är en halvgräsart som beskrevs av Chester Dewey. Carex spectabilis ingår i släktet starrar, och familjen halvgräs. Inga underarter finns listade i Catalogue of Life.

## Bildgalleri

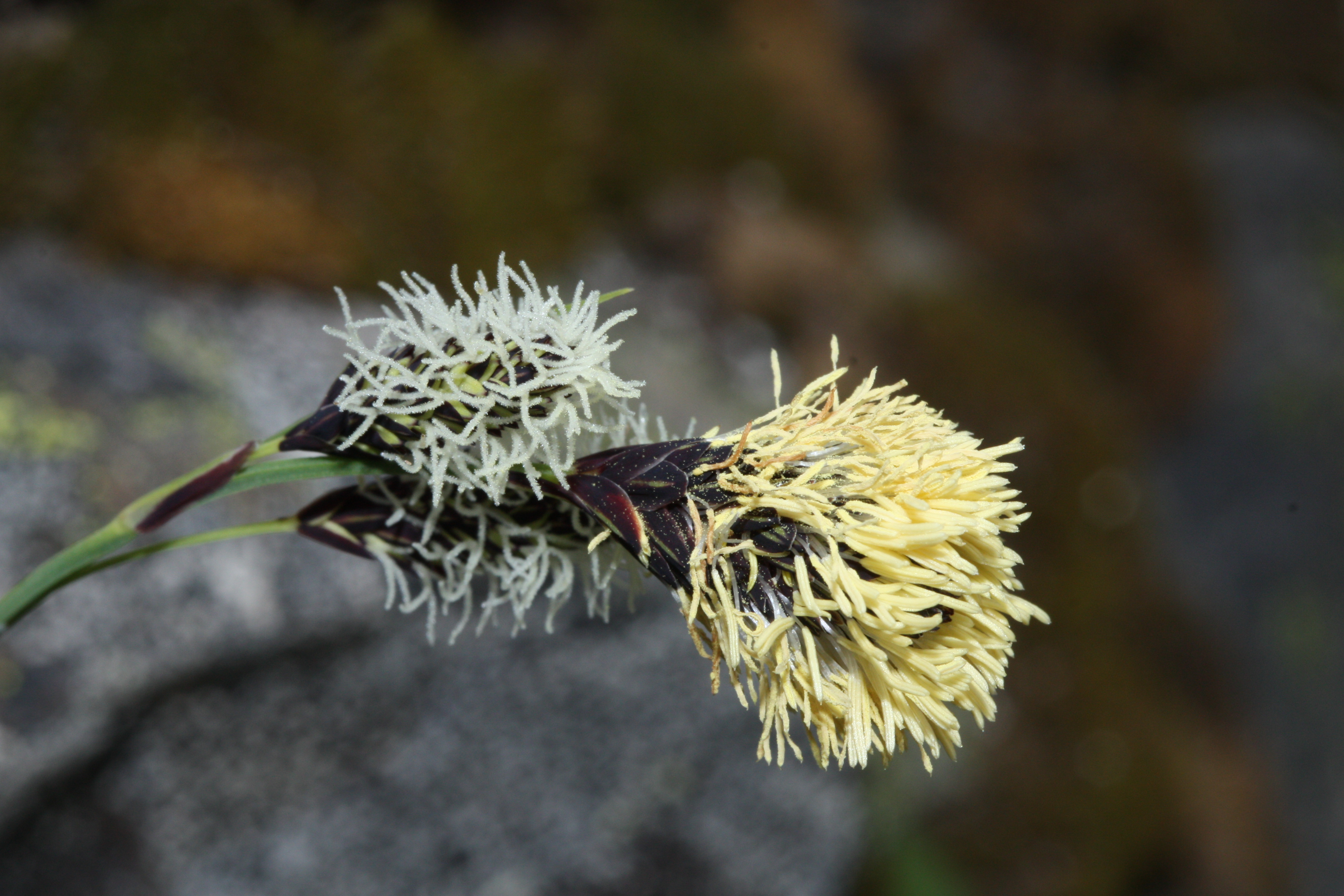
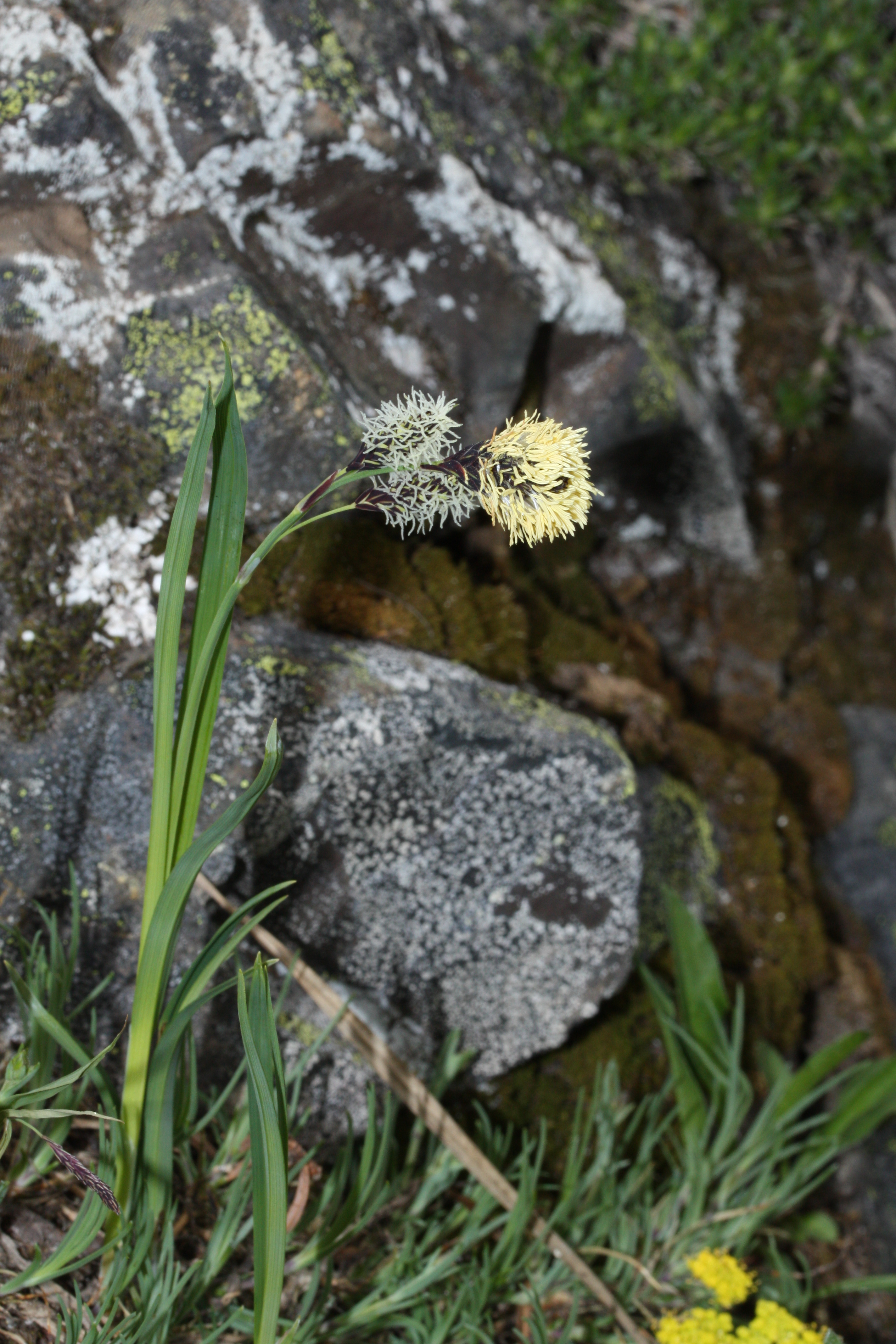
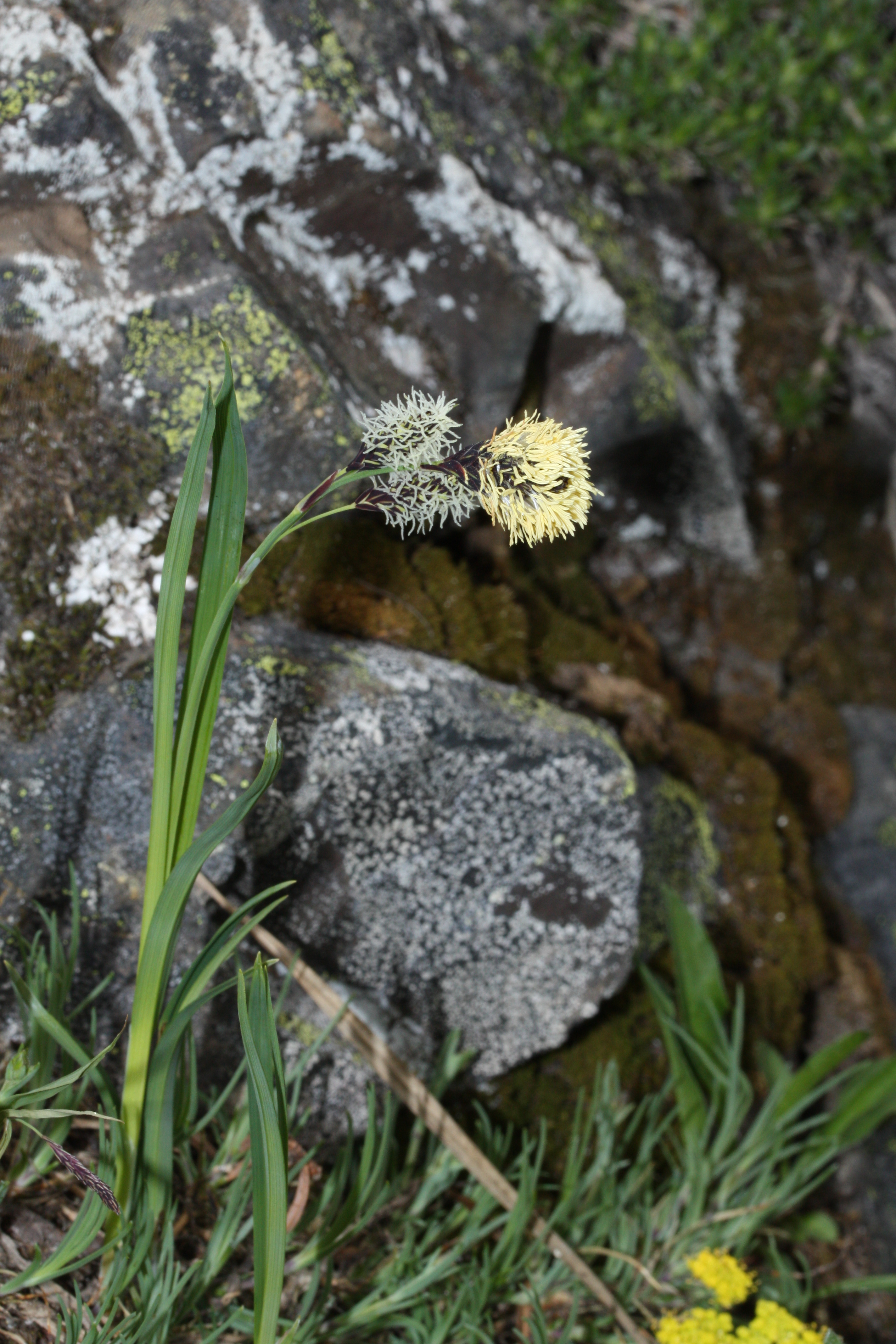